# 10914 Tucker
10914 Tucker è un asteroide della fascia principale. Scoperto nel 1997, presenta un'orbita caratterizzata da un semiasse maggiore pari a 3,1734356 UA e da un'eccentricità di 0,1418232, inclinata di 0,55207° rispetto all'eclittica.
L'asteroide è dedicato all'astronomo statunitense Roy A. Tucker.